# Opsidota gracilis
Opsidota gracilis là một loài bọ cánh cứng trong họ Cerambycidae.